# Strumień Magellaniczny
Strumień Magellaniczny – strumień gazowych obłoków HVC (High Velocity Cloud - „chmura o dużej prędkości”) łączących Wielki oraz Mały Obłok Magellana, ciągnący się za nimi na długości około 180°, wzdłuż orbity Obłoków Magellana. Wiek Strumienia Magellanicznego szacuje się obecnie na 2,5 miliarda lat.
Pochodzenie tego strumienia gazu pozostaje nieznane, jednak wydaje się, że jest ono powiązane z powstaniem i historią Obłoków Magellana. Uważano, że strumień ten powstał albo w wyniku obdarcia gazu z satelitów Drogi Mlecznej, gdy przeszły one przez galaktyczne halo naszej Galaktyki, albo przyczyną pojawienia się Strumienia Magellanicznego jest oddziaływanie grawitacji Drogi Mlecznej na obie galaktyki satelickie. Jednak obrazy radiowe uzyskane przy pomocy radioteleskopu Green Bank wykazały, że Strumień Magellaniczny jest dłuższy i starszy niż wcześniej uważano. Dzięki tym obserwacjom powstała trzecia hipoteza możliwego wytłumaczenia powstania tego strumienia gazu. Według niej Wielki i Mały Obłok Magellana mogły w przeszłości przejść tak blisko siebie, że oddziaływania pływowe pomiędzy nimi zapoczątkowały gwałtowną produkcję gwiazd, która w konsekwencji doprowadziła do powstania strumienia łączącego oba Obłoki Magellana.